# 手掌プレイステーション汗腺炎
手掌プレイステーション汗腺炎（しゅしょうプレイステーションかんせんえん、PlayStation palmar hidradenitis）は、手掌および指における痛みを伴う病変であり、手だけに病変が起きることが再発性掌蹠汗腺炎とは異なっている。
イギリスの医学誌、British Journal of Dermatologyに「コンシューマーゲームにより引き起こされる皮膚の病気」と報告された。ジュネーブ病院に入院した12歳の少女のケースでは、10日間ゲームの使用を控えた後に、完全に回復している。
ここで言う「プレイステーション」とはコンシューマーゲーム機の普通名詞として使われており、記事中にGame consoleと有るようにSIEのPlayStation限定で発生する症状ではない。